# Gerhard Spiteller
Gerhard Spiteller (* 24. September 1931 in Wien; † 13. April 2017) war ein österreichischer Naturstoffchemiker und Hochschullehrer.

## Werdegang
Nach seiner Matura 1950 in Bludenz studierte Spiteller an der Universität Innsbruck Chemie. 1956 wurde er in Innsbruck zum Dr. phil. promoviert. Anschließend hatte er bis 1958 in Innsbruck ein Postdoktorat am Lehrstuhl für Organische Chemie. Er synthetisierte dort das Breitbandsulfonamid Sulfadimethoxin (Madribon). Danach wechselte er an die Universität Wien in den Arbeitskreis von Friedrich Wessely. Es folgte ein zweijähriges Postdoktorat (1960–1961) am Massachusetts Institute of Technology. Ein Arbeitsgebiet war dabei die Strukturaufklärung von Indolalkaloiden, wie beispielsweise Quebrachamin, mit Hilfe der Massenspektrometrie (MS). 1961 ging Spiteller wieder zurück nach Wien und arbeitete als wissenschaftlicher Assistent am Institut für Organische Chemie. Sein Arbeitsgebiet dort war die Strukturaufklärung von Alkaloiden, Steroiden und Stoffwechselprodukten von Arzneimitteln mit der Massenspektroskopie. 1964 wurde Spiteller in Wien habilitiert. 1965 ging er als Wissenschaftlicher Rat und C2-Professor an die Universität Göttingen, wo er seine Forschungen zur Strukturaufklärung von Naturstoffen per MS fortsetzte. 1969 wurde er C3-Professor und begann mit einem neuen Arbeitsgebiet: die Erforschung der Zusammenhänge zwischen Erkrankungen und dadurch bedingten Veränderungen im Stoffwechsel. 1975 erhielt Spiteller in Göttingen eine C4-Professur, folgte aber im selben Jahr einem Ruf an die neu gegründete Universität Bayreuth. In Bayreuth arbeitete er an der Strukturaufklärung und Biogenese von Furanfettsäuren und entdeckte 1980 die Urofuransäuren als Stoffwechselprodukte der Furanfettsäuren. Oxidierte Fettsäuren, deren Zersetzungsprodukte und ihre physiologische Wirkung gehören zu den weiteren Arbeitsgebieten Spitellers.
Von 1974 bis 1985 war Spiteller Mitherausgeber der Chemischen Berichte. Er war verheiratet mit Margot Spiteller (geb. Friedmann). Seine drei Söhne sind die drei Professoren Michael Spiteller (Geschäftsführender Direktor des Instituts für Umweltforschung an der Technischen Universität Dortmund), Peter Spiteller (* 1971, W3-Professor für Organische Chemie und Instrumentelle Analytik an der Universität Bremen) und Dieter Stefan Spiteller (* 1974, Professor für Chemische Ökologie und Biologische Chemie an der Universität Konstanz).
Gerhard Spiteller starb am 13. April 2017 im Alter von 85 Jahren. Die Beisetzung im engsten Familienkreis erfolgte in Aldrans.

## Ehrungen
- Ernst-Späth-Preis der Österreichischen Akademie der Wissenschaften 1978.

## Veröffentlichungen (Auswahl)
- Peroxyl radicals are essential reagents in the oxidation steps of the Maillard reaction leading to generation of advanced glycation end products. In: Ann N Y Acad Sci. 1126, 2008, S. 128–133, PMID 18448806.
- The important role of lipid peroxidation processes in aging and age dependent diseases. In: Mol Biotechnol. 37, 2007, S. 5–12, PMID 17914157.
- Furan fatty acids: Occurrence, synthesis, and reactions. Are furan fatty acids responsible for the cardioprotective effects of a fish diet? In: Lipids. 40, 2005, S. 755–771. doi:10.1007/s11745-005-1438-5, PMID 16296395 (Review)
- mit D. Spiteller: Linolsäureoxidation im Low-Density-Lipoprotein: ein wichtiger Faktor bei der Atherogenese. In: Angewandte Chemie. 112, 2000, S. 598–601. doi:10.1002/(SICI)1521-3757(20000204)112:3<598::AID-ANGE598>3.0.CO;2-O
- mit A. Batna: Oxidation of Furan Fatty Acids by Soybean Lipoxygenase-1 in the Presence of Linoleic Acid. In: Chem Phys Lipids. 70, 1994, S. 179–185, PMID 8033289.
- mit A. Batna: Effects of Soybean Lipoxygenase-1 on Phosphatidylcholines Containing Furan Fatty Acids. In: Lipids. 29, 1994, S. 397–403, PMID 8090060.
- Furanfettsäuren. In: Nachrichten aus Chemie, Technik und Laboratorium. 35, 1987, S. 1240–1243, doi:10.1002/nadc.19870351204.
- mit Gerhard G. Habermehl: Massenspektren der Salamander-Alkaloide. In: Justus Liebigs Annalen der Chemie. 706, 1967, S. 213–222 doi:10.1002/jlac.19677060122.